# Paul Schöffler
Paul Schöffler (ur. 15 września 1897 w Dreźnie, zm. 21 listopada 1977 w Amersham w hrabstwie Buckinghamshire) – niemiecki śpiewak operowy, bas-baryton.

## Życiorys
Studiował w Dreźnie u Rudolfa Schmalmauera i Waldemara Staegemanna oraz w Mediolanie u Mario Sammarco. Zadebiutował w 1925 roku jako Herold w Lohengrinie Richarda Wagnera na deskach opery w Dreźnie, w której występował do 1938 roku. Następnie do 1965 roku był solistą Opery Wiedeńskiej. Śpiewał na festiwalu w Bayreuth (1943–1944 i 1956) oraz na festiwalu w Salzburgu (1938–1941, 1947, 1949–1965). W 1950 roku debiutował w Metropolitan Opera w Nowym Jorku jako Jokanaan w Salome Richarda Straussa. Wystąpił w tytułowej roli w prapremierze opery Dantons Tod Gottfrieda von Einema (1947), kreował również rolę Jupitera w prapremierowym przedstawieniu Miłości Danae Richarda Straussa (1952).
Zasłynął przede wszystkim rolami w operach Richarda Wagnera (Hans Sachs w Śpiewakach norymberskich, Wotan w Złocie Renu, Daland w Holendrze tułaczu, Gorwenal w Tristanie i Izoldzie, Amfortas w Parsifalu). W jego repertuarze znajdowały się ponadto partie m.in. Figara w Weselu Figara i Don Giovanniego w Don Giovannim W.A. Mozarta oraz Scarpii w Tosce Giacomo Pucciniego. Dokonał licznych nagrań płytowych dla takich wytwórni jak Ultraphon, Polydor, Philips, Deutsche Grammophon i Decca.